# Анкрам (Нью-Йорк)
Анкрам (англ. Ancram) — місто (англ. town) в США, в окрузі Колумбія штату Нью-Йорк. Населення — 1440 осіб (2020).

## Демографія
Згідно з переписом 2010 року, у місті мешкали 1573 особи в 661 домогосподарстві у складі 449 родин. Було 1010 помешкань
Расовий склад населення:
| - 96,4 % — білих - 1,4 % — чорних або афроамериканців - 0,6 % — азіатів - 0,1 % — корінних американців |

До двох чи більше рас належало 0,8 %. Частка іспаномовних становила 2,6 % від усіх жителів.
За віковим діапазоном населення розподілялося таким чином: 18,4 % — особи молодші 18 років, 62,8 % — особи у віці 18—64 років, 18,8 % — особи у віці 65 років та старші. Медіана віку мешканця становила 48,2 року. На 100 осіб жіночої статі у місті припадало 105,9 чоловіків;  на 100 жінок у віці від 18 років та старших — 105,4 чоловіків також старших 18 років.
Середній дохід на одне домашнє господарство  становив 117 799 доларів США (медіана — 67 031), а середній дохід на одну сім'ю — 123 463 долари (медіана — 80 179). Медіана доходів становила 42 365 доларів для чоловіків та 43 000 доларів для жінок. За межею бідності перебувало 13,8 % осіб, у тому числі 35,7 % дітей у віці до 18 років та 9,0 % осіб у віці 65 років та старших.
Цивільне працевлаштоване населення становило 752 особи. Основні галузі зайнятості: освіта, охорона здоров'я та соціальна допомога — 18,0 %, науковці, спеціалісти, менеджери — 14,0 %, роздрібна торгівля — 12,1 %.